# Campionatele europene de gimnastică feminină din 1992
Campionatele europene de gimnastică feminină din 1992, care au reprezentat a nouăsprezecea ediție a competiției gimnasticii artistice feminine a "bătrânului continent", au avut loc în orașul Nantes din Franța.
Datorită valorii mondiale a gimnasticii europene, campionatele europene de gimnastică feminină au coincis, pentru foarte mulți ani, cu replica sa mondială.